# Situ (achternaam)
Situ is een Chinese achternaam en staat op een van de laatste plaatsen van de Baijiaxing. Ook is het een van de weinige Chinese achternamen die uit twee hanzi bestaan (meerkaraktersachternamen). In Hongkong wordt Situ geromaniseerd als Szeto, Szto of Seto. De achternaam Situ is een van de drie meerkaraktersachternamen die relatief vaak voorkomen.
- Vietnamees: ?
- Koreaans: ?

## Oorsprong
Hoge ambtenaren moesten in de Chinese oudheid hun achternaam veranderen in Situ.
Een tweede oorsprong van de achternaam Situ is dat een bepaalde tak van het nageslacht van keizer Shundi deze achternaam kreeg.
De zoon van Xia Wu 夏戊 wordt als voorouder van de Situ's gezien. Omdat deze volgens een derde verhaal de eerste man was die deze achternaam van de keizer kreeg.

## Beroemde personen met de achternaam Szeto
- Szeto Wah( Chinees: 司徒華) : geboren in 28 februari 1931, en stierf op 2 januari 2011, werd Szeto geboren in Kaiping City, China op het vasteland en hij migreerde met zijn ouders in 1941 naar Hongkong. Hij was een bekende Hong Kong politicus
- Charles Szeto

Dixon Seeto (Chinees: 司徒 新 耀), zakenman uit Fiji
- Situ Hong (1907-1985) (Chinees: 司徒 宏) Een van de oprichters van het Guangzhou Cancer Hospital, voormalig hoofd van het Sun Yat-sen Memorial Hospital, Zhongshan University, Guangzhou, China.
- Szutu Chiu (Chinees: 司徒 釗): auteur van een academisch boek: intergenerationele banden tussen Chinezen in Nieuw-Zeeland (<新西蘭 華人 的 代 際 關係 ") [1]